# Marie Mercedes Bourbonsko-Sicilská
Marie Mercedes Bourbonsko-Sicilská (španělsky Doña María de las Mercedes Cristina Genara Isabel Luisa Carolina Victoria y Todos los Santos de Borbón-Dos Sicilias y Orléans) (23. prosince 1910, Madrid – 2. ledna 2000, Lanzarote) byla matka Juana Carlose I., krále Španělska (1975–2014).

## Životopis
Narodila se 23. prosince 1910 v Madridu, jako dcera prince Carlose Bourbonsko-Sicilského, infanta Španělského, vnuka krále Ferdinanda II. Sicilského a jeho druhé manželky princezny Luisy Orleánské, dcery prince Filipa, hraběte pařížského, orleánského pretendenta francouzského trůnu. Při narození jí byl udělen titul infantky španělské, i když to nebyl skutečný její titul, pravý titul byl Princezna Bourbonsko-Sicilská. Její rodina se přestěhovala do Sevilly, kdy byl její otec vojenský generální kapitán provincie. Když je Druhá Španělská republika donutila k emigraci, žili v Cannes a později v Paříži, kde také studovala umění v Louvru.
Dne 14. ledna 1935, navštívila v Římě svatbu princezny Beatrice Španělské, dcery krále Alfonse XIII. Zde potkala svého druhého bratrance a budoucího manžela, bratra nevěsty, Juana, hraběte barcelonského, čtvrtého syna a nástupníka trůnu Alfonse XIII. Vzali se 12. října 1935 v Římě. Když její manžel roku 1942 přijal královský titul Hraběte z Barcelony, Marie získala titul Hraběnky z Barcelony.
Spolu měli čtyři děti:
1. Pilar (30. července 1936 – 8. ledna 2020), vévodkyně z Badajozu, ⚭ 1967 Luis Gómez-Acebo y Duque de Estrada (23. prosince 1934 – 9. března 1991), 2. vikomt z La Torre
2. Juan Carlos I. (* 5. ledna 1938), španělský král panující v letech 1975–2014, ⚭ 1962 Sofie Řecká (* 2. listopadu 1938)
3. Margarita (* 6. března 1939), vévodkyně ze Sorie a Hernani, ⚭ 1972 Carlos Zurita (* 9. října 1943)
4. Alfonso Španělský (3. října 1941 – 29. března 1956), tragicky zahynul

Žili v Cannes a Římě, a s vypuknutím druhé světové války se přestěhovali do Lausanne, kde žili s královnou Viktorií Eugenií, matkou infanta Juana. Později bydleli v Estorilu, v Portugalsku.
Roku 1953 princezna reprezentovala Španělskou královskou rodinu na korunovaci královny Alžběty II. Roku 1976, jeden rok po obnovení monarchie ve Španělsku v osobě jejího syna Juana Carlose, se vrátili do Španělska. V roce 1977 se Juan vzdal svých práv ve prospěch jeho syna, a tím mu umožnil držet titul Hraběte z Barcelony.
Roku 1982 si zlomila kyčel a roku 1985 levou stehenní kost. Z tohoto důvodu musela být celý zbytek života na vozíku. V roce 1993 ovdověla. Byla velkým fanouškem býčích zápasů a andaluské kultury. V roce 1995 se její vnučka Infantka Elena vdala v Seville, a proto je Hraběnka lásky tohoto města. Dne 4. března 1929 byla 1171. Dámou Královského řádu královny Marie Luisy.
Zemřela 2. ledna 2000 v královské rezidenci La Mareta v Lanzarote na infarkt, kde královská rodina oslavovala Nový rok. Je pohřbena s vyznamenáním královny v královské kryptě kláštera San Lorenzo de El Escorial nedaleko Madridu.

## Vývod z předků
|                                    |                                   |  |              |                                          |  |  |  |  |  |  |  | František I. Neapolsko-Sicilský |
|                                    |                                   |  |              |                                          |  |  |  |  |  |  |  |                                 |
|                                    | Ferdinand II. Neapolsko-Sicilský  |  |              |                                          |  |  |  |  |  |  |  |                                 |
|                                    |                                   |  |              |                                          |  |  |  |  |  |  |  |                                 |
|                                    |                                   |  |              | Marie Isabela Španělská                  |  |  |  |  |  |  |  |                                 |
|                                    |                                   |  |              |                                          |  |  |  |  |  |  |  |                                 |
|                                    | Alfons Neapolsko-Sicilský         |  |              |                                          |  |  |  |  |  |  |  |                                 |
|                                    |                                   |  |              |                                          |  |  |  |  |  |  |  |                                 |
|                                    |                                   |  |              | Karel Ludvík Rakousko-Těšínský           |  |  |  |  |  |  |  |                                 |
|                                    |                                   |  |              |                                          |  |  |  |  |  |  |  |                                 |
|                                    | Marie Terezie Izabela Rakouská    |  |              |                                          |  |  |  |  |  |  |  |                                 |
|                                    |                                   |  |              |                                          |  |  |  |  |  |  |  |                                 |
|                                    |                                   |  |              | Jindřiška Nasavsko-Weilburská            |  |  |  |  |  |  |  |                                 |
|                                    |                                   |  |              |                                          |  |  |  |  |  |  |  |                                 |
|                                    | Carlos Bourbonsko-Sicilský        |  |              |                                          |  |  |  |  |  |  |  |                                 |
|                                    |                                   |  |              |                                          |  |  |  |  |  |  |  |                                 |
|                                    |                                   |  |              | František I. Neapolsko-Sicilský          |  |  |  |  |  |  |  |                                 |
|                                    |                                   |  |              |                                          |  |  |  |  |  |  |  |                                 |
|                                    | František Neapolsko-Sicilský      |  |              |                                          |  |  |  |  |  |  |  |                                 |
|                                    |                                   |  |              |                                          |  |  |  |  |  |  |  |                                 |
|                                    |                                   |  |              | Marie Isabela Španělská                  |  |  |  |  |  |  |  |                                 |
|                                    |                                   |  |              |                                          |  |  |  |  |  |  |  |                                 |
|                                    | Marie Antonie Bourbonsko-Sicilská |  |              |                                          |  |  |  |  |  |  |  |                                 |
|                                    |                                   |  |              |                                          |  |  |  |  |  |  |  |                                 |
|                                    |                                   |  |              | Leopold II. Toskánský                    |  |  |  |  |  |  |  |                                 |
|                                    |                                   |  |              |                                          |  |  |  |  |  |  |  |                                 |
|                                    | Marie Izabela Toskánská           |  |              |                                          |  |  |  |  |  |  |  |                                 |
|                                    |                                   |  |              |                                          |  |  |  |  |  |  |  |                                 |
|                                    |                                   |  |              | Marie Antonie Neapolsko-Sicilská         |  |  |  |  |  |  |  |                                 |
|                                    |                                   |  |              |                                          |  |  |  |  |  |  |  |                                 |
| Marie Mercedes Bourbonsko-Sicilská |                                   |  |              |                                          |  |  |  |  |  |  |  |                                 |
|                                    |                                   |  |              |                                          |  |  |  |  |  |  |  |                                 |
|                                    |                                   |  | Ludvík Filip |                                          |  |  |  |  |  |  |  |                                 |
|                                    |                                   |  |              |                                          |  |  |  |  |  |  |  |                                 |
|                                    | Ferdinand Filip Orleánský         |  |              |                                          |  |  |  |  |  |  |  |                                 |
|                                    |                                   |  |              |                                          |  |  |  |  |  |  |  |                                 |
|                                    |                                   |  |              | Marie Amálie Neapolsko-Sicilská          |  |  |  |  |  |  |  |                                 |
|                                    |                                   |  |              |                                          |  |  |  |  |  |  |  |                                 |
|                                    | Filip Pařížský                    |  |              |                                          |  |  |  |  |  |  |  |                                 |
|                                    |                                   |  |              |                                          |  |  |  |  |  |  |  |                                 |
|                                    |                                   |  |              | Fridrich Ludvík Meklenbursko-Zvěřínský   |  |  |  |  |  |  |  |                                 |
|                                    |                                   |  |              |                                          |  |  |  |  |  |  |  |                                 |
|                                    | Helena Meklenbursko-Schwerinská   |  |              |                                          |  |  |  |  |  |  |  |                                 |
|                                    |                                   |  |              |                                          |  |  |  |  |  |  |  |                                 |
|                                    |                                   |  |              | Karolína Luisa Sasko-Výmarsko-Eisenašská |  |  |  |  |  |  |  |                                 |
|                                    |                                   |  |              |                                          |  |  |  |  |  |  |  |                                 |
|                                    | Luisa Orleánská                   |  |              |                                          |  |  |  |  |  |  |  |                                 |
|                                    |                                   |  |              |                                          |  |  |  |  |  |  |  |                                 |
|                                    |                                   |  |              | Ludvík Filip                             |  |  |  |  |  |  |  |                                 |
|                                    |                                   |  |              |                                          |  |  |  |  |  |  |  |                                 |
|                                    | Antonín Francouzský               |  |              |                                          |  |  |  |  |  |  |  |                                 |
|                                    |                                   |  |              |                                          |  |  |  |  |  |  |  |                                 |
|                                    |                                   |  |              | Marie Amálie Neapolsko-Sicilská          |  |  |  |  |  |  |  |                                 |
|                                    |                                   |  |              |                                          |  |  |  |  |  |  |  |                                 |
|                                    | Marie Isabela Orleánská           |  |              |                                          |  |  |  |  |  |  |  |                                 |
|                                    |                                   |  |              |                                          |  |  |  |  |  |  |  |                                 |
|                                    |                                   |  |              | Ferdinand VII.                           |  |  |  |  |  |  |  |                                 |
|                                    |                                   |  |              |                                          |  |  |  |  |  |  |  |                                 |
|                                    | Luisa Fernanda Španělská          |  |              |                                          |  |  |  |  |  |  |  |                                 |
|                                    |                                   |  |              |                                          |  |  |  |  |  |  |  |                                 |
|                                    |                                   |  |              | Marie Kristýna Neapolsko-Sicilská        |  |  |  |  |  |  |  |                                 |
|                                    |                                   |  |              |                                          |  |  |  |  |  |  |  |                                 |

## Tituly a vyznamenání

### Tituly
- Její královská Výsost Princezna Marie Mercedes Sicilská (1910–2000)
- Její královská Výsost Infantka Marie Mercedes Španělská (1935–1942)
- Její královská Výsost Hraběnka z Barcelony (1942–1993)
- Její královská Výsost Hraběnka matróna z Barcelony (1993–2000)

### Vyznamenání
- 1171. Dáma Řádu královny Marie Luisi (1929)
- Dáma Velkokříže královského španělského řádu III. třídy (1988)
- Dáma Velkokříže spravedlnosti Řádu konstantiniánských rytířů svatého Jiří
- Dáma Velkokříže Řádu Svaté Olgy a Sofie (1962)